# 1996–1997-es Indy Racing League szezon
Az 1996–1997-es Indy Racing League volt az IndyCar Series (akkori nevén Indy Racing League) második szezonja. Az idény 1996. augusztus 18-án kezdődött, és 1997. október 11-én ért véget.
A bajnokság győztese az amerikai Tony Stewart lett, az év újonca honfitársa, Jim Guthrie. A 81. Indy 500-at Arie Luyendyk nyerte.

## Versenynaptár
Mindegyik futam oválpályán zajlott.
| #  | Időpont        | Helyszín                             | Körök | Versenytáv          | Pole-pozíció  | Leggyorsabb kör  | Győztes versenyző | Legtöbb kör az élen |
| -- | -------------- | ------------------------------------ | ----- | ------------------- | ------------- | ---------------- | ----------------- | ------------------- |
| 1  | Augusztus 18.  | New Hampshire International Speedway | 200   | 211,6 mi (340,5 km) | Richie Hearn  | Tony Stewart     | Scott Sharp       | Tony Stewart        |
| 2  | Szeptember 15. | Las Vegas Motor Speedway             | 208   | 312 mi (502 km)     | Arie Luyendyk | Richie Hearn     | Richie Hearn      | Richie Hearn        |
| 3  | Január 25.     | Walt Disney World Speedway           | 149*  | 149 mi (240 km)     | Tony Stewart  | Tony Stewart     | Eddie Cheever     | Tony Stewart        |
| 4  | Március 23.    | Phoenix International Raceway        | 200   | 200 mi (320 km)     | Tony Stewart  | Tony Stewart     | Jim Guthrie       | Tony Stewart        |
| 5  | Május 26–27.   | Indianapolis Motor Speedway          | 200   | 500 mi (800 km)     | Arie Luyendyk | Tony Stewart     | Arie Luyendyk     | Tony Stewart        |
| 6  | Június 7.      | Texas Motor Speedway                 | 208   | 312 mi (502 km)     | Tony Stewart  | Tony Stewart     | Arie Luyendyk     | Tony Stewart        |
| 7  | Június 29.     | Pikes Peak International Raceway     | 200   | 200 mi (320 km)     | Scott Sharp   | Jimmy Kite       | Tony Stewart      | Tony Stewart        |
| 8  | Július 27.     | Charlotte Motor Speedway             | 208   | 312 mi (502 km)     | Tony Stewart  | Billy Boat       | Buddy Lazier      | Tony Stewart        |
| 9  | Augusztus 17.  | New Hampshire International Speedway | 200   | 211,6 mi (340,5 km) | Marco Greco   | Vincenzo Sospiri | Robbie Buhl       | Eddie Cheever       |
| 10 | Október 11.    | Las Vegas Motor Speedway             | 208   | 312 mi (502 km)     | Billy Boat    | Billy Boat       | Eliseo Salazar    | Eliseo Salazar      |

* - 149 kör után eső miatt félbeszakítva. Az eredeti versenytáv 200 kör lett volna.

## Részletes eredmények

### True Value 200
A versenyre 1996. november 18-án, a New Hampshire International Speedwayen került sor. A pole-pozícióból Richie Hearn indulhatott, azonban a futamon nagyrészt Tony Stewart vezetett. Egy ponton volt háromkörös előnye is, azonban tizennyolc körrel a vége előtt ki kellett még egyszer állnia tankolni, így végül csak a vert mezőnyben végzett. A győzelmet végül Scott Sharp szerezte meg, ami saját maga első győzelme volt, valamint csapata, az AJ Foyt Enterprises sem aratott győzelmet egészen 1981 óta.
Az első tíz helyezett:
1. 1- Scott Sharp
2. 12- Buzz Calkins
3. 33- Michele Alboreto
4. 10- Mike Groff
5. 14- Davey Hamilton
6. 21- Roberto Guerrero
7. 40- Marco Greco
8. 22- Stephan Gregoire
9. 7- Eliseo Salazar
10. 18- John Paul, Jr.

### Las Vegas 500K
Szeptember 16-án, a Las Vegas Motor Speedwayen Arie Luyendyk indulhatott az első helyről. A versenyt az ABC eredetileg élőben közvetítette, azonban a vártnál lassabb tempó és a sok sárga zászlós periódus miatt végül nem adták le a teljes futamot.
Az első tíz helyezett:
1. 4- Richie Hearn
2. 22- Michel Jourdain, Jr.
3. 10- Mike Groff
4. 21- Roberto Guerrero
5. 33- Michele Alboreto
6. 12- Buzz Calkins
7. 7- Eliseo Salazar
8. 54- Robbie Buhl
9. 40- Marco Greco
10. 34- Affonso Giaffone

### Indy 200
A szezon első 1997-es versenyére január 25-én, a Walt Disney World Speedwayen került sor. Ez volt az első verseny, ahol az új, négyezer köbcentiméteres motorokkal indulhattak. A versenyt az eső miatt az eredetileg tervezett 200 kör helyett korábban leintették. A pole-ból Tony Stewart indulhatott.
Az első tíz helyezett:
1. 51- Eddie Cheever
2. 10- Mike Groff
3. 6- Scott Goodyear
4. 1- Scott Sharp
5. 91- Buddy Lazier
6. 27- Jim Guthrie
7. 14- Davey Hamilton
8. 22- Marco Greco
9. 33- Fermín Velez
10. 2- Tony Stewart

### Phoenix 200
A Phoenix International Raceway nézőközönsége a verseny második felében azt láthatta, amint Tony Stewart és Davey Hamilton üldözi a jobb taktikával eléjük vágó Jim Guthrie-t. Bár Stewart kétszer is kiállt a boxba, egyszer kerékcserére, egyszer pedig szárnyállításra, nem érte utol Guthrie-t. Guthrie egyébként ekkor anyagilag igen szorult helyzetben volt, ugyanis kölcsönt kellett felvennie, hogy el tudjon indulni saját csapatával a versenyen. A győzelemért kapott 170 ezer dollár segített neki abban, hogy rendezze tartozásait, valamint új szponzort is szerzett magának Indianapolisra.
Az első tíz helyezett:
1. 27- Jim Guthrie
2. 2- Tony Stewart
3. 14- Davey Hamilton
4. 22- Marco Greco
5. 77- Stephan Gregoire
6. 10- Mike Groff
7. 21- Roberto Guerrero
8. 12- Buzz Calkins
9. 18- John Paul, Jr.
10. 16- Sam Schmidt

### Indy 500
A versenyt az eső miatt vasárnapról hétfőre kellett halasztani. Miután tizenöt kört lefutottak, ismét elkezdett esni, így a tényleges verseny keddre maradt. Az első helyen nagyrészt az innen is induló Arie Luyendyk haladt, és ő vezetett a verseny utolsó három körében is. A 198. körben Tony Stewart eltalálta a falat, emiatt pedig már lengett is a sárga zászló, a pace car azonban nem hajtott a pályára. Az utolsó körre lengett a zöld és a fehér zászló is, ami azt jelezte a versenyzőknek, hogy elméletileg semmilyen akadály nincs a pályán. Mivel a pálya mentén a sárga fények is világítottak, így a versenyzők nem voltak felkészülve a szabad jelzésre. A versenyt végül Luyendyknek sikerült megnyernie, azonban a szervezőket számos kritika érte a verseny végén elkövetett hibák miatt.
Az első tíz helyezett:
1. 5- Arie Luyendyk
2. 6- Scott Goodyear
3. 52- Jeff Ward
4. 91- Buddy Lazier
5. 2- Tony Stewart
6. 14- Davey Hamilton
7. 11- Billy Boat
8. 3- Robbie Buhl
9. 30- Robbie Groff
10. 33- Fermín Vélez

### True Value 500
Ezen a versenyen is történtek kisebb-nagyobb közjátékok. Két körrel a vége előtt Tony Stewart motorja elfüstölt, majd a versenyző az egyes kanyarban ki is pörgött, majd úgy nézett ki, hogy Billy Boat állt az élre, és eredetileg őt is hirdették ki győztesnek. Arie Luyendyk rögtön a leintés után magáénak szerette volna tudni a győztesnek járó trófeát, azonban Boat csapatfőnöke, AJ Foyt egyszerűen felpofozta. Később a  verseny felvételének tanulmányozása után Luyendyknek adtak igazat, de az eredeti trófea a mai napig Foyt tulajdonában van.
Nem hivatalos végeredmény
1. 1- Billy Boat
2. 14- Davey Hamilton (+5,487 mp)
3. 5- Arie Luyendyk (+15,448 mp)
4. 2- Tony Stewart (+2 kör)
5. 7- Eliseo Salazar (+2 kör)
6. 51- Eddie Cheever (+3 kör)
7. 8- Vincenzo Sospiri (+3 kör)
8. 10- Johnny Unser (+4 kör)
9. 6- Scott Goodyear (+4 kör)
10. 97- Greg Ray (+4 kör)

Hivatalos végeredmény
1. 5- Arie Luyendyk
2. 1- Billy Boat (+1 kör)
3. 14- Davey Hamilton (+1 kör)
4. 6- Scott Goodyear (+1 kör)
5. 2- Tony Stewart (+2 kör)
6. 51- Eddie Cheever (+2 kör)
7. 7- Eliseo Salazar (+4 kör)
8. 97- Greg Ray (+4 kör)
9. 8- Vincenzo Sospiri (+4 kör)
10. 10- Johnny Unser (+5 kör)

### Samsonite 200
Pikes Peakben az első helyről Scott Sharp indulhatott, Tony Stewart pedig megszerezte első IndyCar-győzelmét.
Az első tíz helyezett:
1. 2- Tony Stewart
2. 77- Stephan Gregoire
3. 14- Davey Hamilton
4. 51- Eddie Cheever
5. 12- Buzz Calkins
6. 22- Vincenzo Sospiri
7. 6- Scott Goodyear
8. 91- Buddy Lazier
9. 17- Affonso Giaffone
10. 30- Robbie Groff

### VisionAire 500
Tony Stewart már sokadszor indulhatott a pole-pozícióból, azonban ezúttal sem sikerült nyernie.
Az első tíz helyezett:
1. 91- Buddy Lazier
2. 1- Billy Boat
3. 6- Scott Goodyear
4. 17- Affonso Giaffone
5. 4- Kenny Bräck
6. 51- Eddie Cheever
7. 2- Tony Stewart
8. 77- Stéphan Grégoire
9. 70- Marco Greco
10. 7- Eliseo Salazar

### Pennzoil 200
Az évad utolsó előtti versenyére New Hampshire-ben került sor. Az első helyről Marco Greco indulhatott, de Robbie Buhl nyerte a futamot.
Az első tíz helyezett:
1. 3- Robbie Buhl
2. 22- Vincenzo Sospiri
3. 5- Arie Luyendyk
4. 7- Eliseo Salazar
5. 4- Kenny Bräck
6. 21- Roberto Guerrero
7. 18- John Paul, Jr.
8. 1- Billy Boat
9. 51- Eddie Cheever
10. 30- Robbie Groff

### Las Vegas 500K
A szezonzárón, amelyet ismét Las Vegas-ban rendeztek, Eliseo Salazar is megszerezte első győzelmét.
Az első tíz helyezett:
1. 7- Eliseo Salazar
2. 6- Scott Goodyear
3. 3- Robbie Buhl
4. 27- Jim Guthrie
5. 28- Mark Dismore
6. 33- Jimmy Kite
7. 14- Davey Hamilton
8. 19- Stan Wattles
9. 77- Stephan Gregoire
10. 70- Marco Greco

## A bajnokság végeredménye
| #  | Versenyző            | NHS | LSV | WDW | PHX | INDY | TXS | PIK | CMS | NHS | LSV | Pont |
| -- | -------------------- | --- | --- | --- | --- | ---- | --- | --- | --- | --- | --- | ---- |
| 1  | Tony Stewart         | 12* | 21  | 10* | 2*  | 5*   | 5*  | 1*  | 7*  | 14  | 11  | 278  |
| 2  | Davey Hamilton       | 5   | 11  | 7   | 3   | 6    | 3   | 3   | 16  | 17  | 7   | 272  |
| 3  | Eddie Cheever        | 15  | 25  | 1   | 12  | 23   | 6   | 4   | 6   | 9*  | 21  | 230  |
| 3  | Marco Greco          | 7   | 9   | 8   | 4   | 16   | 26  | 13  | 9   | 20  | 10  | 230  |
| 5  | Scott Goodyear       |     |     | 3   | 17  | 2    | 4   | 7   | 3   | 16  | 2   | 226  |
| 6  | Arie Luyendyk        | 13  | 20  | 12  | 22  | 1    | 1   | 15  | 21  | 3   | 25  | 223  |
| 7  | Roberto Guerrero     | 6   | 4   | 17  | 7   | 27   | 13  | 18  | 17  | 6   | 14  | 221  |
| 8  | Buddy Lazier         | 19  | 24  | 5   | 21  | 4    | 17  | 8   | 1   | 12  | 31  | 209  |
| 9  | Eliseo Salazar       | 9   | 7   |     |     | 24   | 7   | 12  | 10  | 4   | 1*  | 208  |
| 10 | Buzz Calkins         | 2   | 6   | 11  | 8   | 11   | 19  | 5   |     | 21  | 28  | 204  |
| 11 | Stéphane Grégoire    | 8   | 26  | 19  | 5   | 31   | Wth | 2   | 8   | 15  | 9   | 192  |
| 12 | Jim Guthrie          | 23  | 13  | 6   | 1   | 26   | 21  | DNS | 12  | 24  | 4   | 186  |
| 13 | Robbie Buhl          | 22  | 8   |     | 18  | 8    | 16  | Wth |     | 1   | 3   | 170  |
| 14 | Mike Groff           | 4   | 3   | 2   | 6   | 12   | DNS |     | 14  | DNS |     | 169  |
| 15 | John Paul, Jr.       | 10  | 15  | 18  | 9   | DNQ  |     |     | 11  | 7   | 12  | 163  |
| 16 | Affonso Giaffone     |     | 10  |     | 13  | 32   | 20  | 9   | 4   | 18  | 15  | 159  |
| 17 | Mark Dismore         | 20  | 17  |     |     | 28   | 11  | 11  | 19  | 11  | 5   | 158  |
| 18 | Billy Boat           |     |     |     |     | 7    | 2   | 19  | 2   | 8   | 23  | 151  |
| 19 | Kenny Bräck          |     |     |     | 11  | 33   | 18  | 14  | 5   | 5   | 20  | 139  |
| 20 | Robbie Groff         |     |     |     |     | 9    | 15  | 10  | 13  | 10  | 18  | 135  |
| 21 | Vincenzo Sospiri     |     |     |     |     | 17   | 9   | 6   | 20  | 2   | 22  | 134  |
| 22 | Scott Sharp          | 1   | 16  | 4   | 16  | DNQ  |     | 22  |     |     |     | 119  |
| 23 | Dr. Jack Miller      |     |     | 15  | 20  | 20   | 24  | 16  | 23  | 19  | 29  | 114  |
| 24 | Johnny Unser         | DNQ | 22  |     |     | 18   | 10  | 21  |     | 13  | 19  | 107  |
| 25 | Tyce Carlson         | 11  | 23  |     |     | 19   | 14  |     |     |     | 24  | 84   |
| 26 | Fermín Vélez         |     |     | 9   | 14  | 10   | 25  |     |     |     |     | 82   |
| 27 | Jimmy Kite           |     |     |     |     |      |     | 20  | 15  | 23  | 6   | 76   |
| 28 | Sam Schmidt          |     |     |     | 10  | 34   | 23  |     | 18  | 22  | 27  | 76   |
| 29 | Greg Ray             |     |     |     |     | 25   | 8   | 17  | 22  | Wth | 30  | 73   |
| 30 | Jeff Ward            |     |     | 16  |     | 3    |     |     |     |     | 17  | 69   |
| 31 | Stan Wattles         | 16  | 18  |     |     |      |     |     |     |     | 8   | 63   |
| 32 | Michele Alboreto     | 3   | 5   |     |     |      |     |     |     |     |     | 62   |
| 33 | Richie Hearn         | 14  | 1*  |     |     |      |     |     |     |     |     | 59   |
| 34 | Billy Roe            |     |     |     | 15  | 22   | Wth |     |     |     | 13  | 55   |
| 35 | Jeret Schroeder      |     |     | 14  | 19  |      |     |     |     |     |     | 37   |
| 36 | Michel Jourdain, Jr. |     | 2   |     |     |      |     |     |     |     |     | 33   |
| 37 | Robby Gordon         |     | 14  |     |     | 29   |     |     |     |     |     | 27   |
| 38 | Brad Murphey         | 18  | 27  |     |     |      |     |     |     |     |     | 25   |
| 39 | Alessandro Zampedri  |     |     |     |     | 35   | 12  | DNP |     |     |     | 24   |
| 40 | Johnny O'Connell     | Wth | 12  |     |     | DNQ  |     |     |     |     |     | 23   |
| 41 | Paul Durant          |     |     |     |     | 21   |     |     |     |     | 26  | 23   |
| 42 | Danny Ongais         |     |     | 13  | DNS |      |     |     |     |     |     | 22   |
| 43 | Lyn St. James        |     |     |     |     | 13   | Wth |     |     |     |     | 22   |
| 44 | Steve Kinser         |     |     |     |     | 14   |     |     |     |     |     | 21   |
| 45 | Dennis Vitolo        |     |     |     |     | 15   |     |     |     |     |     | 20   |
| 46 | Mike Shank           |     |     |     |     |      |     |     |     |     | 16  | 19   |
| 47 | Dave Kudrave         | 17  |     |     |     |      |     |     |     |     |     | 18   |
| 48 | Juan Carbonell       |     | 19  |     |     |      |     |     |     |     |     | 16   |
| 49 | Joe Gosek            | 21  |     |     |     |      |     |     |     |     |     | 14   |
| 50 | Allen May            |     |     |     |     |      | 22  |     |     |     |     | 13   |
| 51 | Johnny Parsons, Jr.  |     | 28  |     |     |      |     |     |     |     |     | 7    |
| 52 | Claude Bourbonnais   |     |     |     |     | 30   |     |     |     |     |     | 5    |
| -  | Scott Harrington     |     |     |     |     | DNQ  | Wth |     |     |     |     | 0    |
| -  | Jon Field            | Wth |     |     |     |      |     |     |     |     |     | 0    |
| -  | Randy Tolsma         | Wth |     |     |     |      |     |     |     |     |     | 0    |
| -  | David Steele         |     | DNQ |     |     |      |     |     |     |     |     | 0    |
| -  | Davy Jones           |     |     | DNS |     |      |     |     |     |     |     | 0    |
| -  | Mike Ordway          |     |     |     |     |      |     |     |     | DNS |     | 0    |
| #  | Versenyző            | NHS | LSV | WDW | PHX | INDY | TXS | PIK | CMS | NHS | LSV | Pont |

## Pontozási rendszer
Minden versenyre egységes pontrendszer volt érvényes, ami a következőképpen alakult:
| Pozíció | 1. | 2. | 3. | 4. | 5. | 6. | 7. | 8. | 9. | 10. | 11. | 12. | 13. | 14. | 15. | 16. | 17. | 18. | 19. | 20. | 21. | 22. | 23. | 24. | 25. | 26. | 27. | 28. | 29. | 30. | 31. | 32. | 33. | 34. | 35. |
| ------- | -- | -- | -- | -- | -- | -- | -- | -- | -- | --- | --- | --- | --- | --- | --- | --- | --- | --- | --- | --- | --- | --- | --- | --- | --- | --- | --- | --- | --- | --- | --- | --- | --- | --- | --- |
| Pont    | 35 | 33 | 32 | 31 | 30 | 29 | 28 | 27 | 26 | 25  | 24  | 23  | 22  | 21  | 20  | 19  | 18  | 17  | 16  | 15  | 14  | 13  | 12  | 11  | 10  | 9   | 8   | 7   | 6   | 5   | 4   | 3   | 2   | 1   | 1   |

A pozíciókért szerzett pontokon kívül további két pont járt a pole-pozícióért, egy pedig annak, aki a legtöbb kört töltötte az élen.

## Lásd még
- 1997-es CART szezon
- 1997-es Indy Lights szezon
- 1997-es Toyota Atlantic Championship szezon